# 류태호
류태호(1963년 1월 17일 - )는 대한민국의 배우이다.

## 학력
- 한양대학교 연극영화학 학사
- 한양대학교 대학원 연극학 석사
- 한양대학교 대학원 연극학 박사과정 수료

## 연기 활동

### 드라마
- 2009년 KBS2 수목드라마 《그저 바라보다가》 ... 김보좌관 역
- 2014년 tvN 금토드라마 《미생》 ... 고동호(고과장) 역
- 2015년 OCN 토요드라마 《실종느와르 M》 ... 김석규 역 (특별출연)
- 2015년 KBS2 단막극 《KBS 드라마 스페셜 - 귀신은 뭐하나》 ... 구효준 역
- 2015년 KBS2 TV소설 《별이 되어 빛나리》 ... 이창석 역
- 2015년 SBS 드라마스패셜 《마을》 ... 한건주 역
- 2016년 KBS2 월화드라마 《뷰티풀 마인드》 ... 양박사 역
- 2016년 JTBC 금토드라마 《판타스틱》 ... 태민역
- 2016년 KBS1 이중섭 탄생 100주년 기념 다큐드라마 《중섭》
- 2016년 MBC 수목드라마 《쇼핑왕 루이》 ... 주 이사 역
- 2016년 KBS2 단막극 《KBS 드라마 스페셜 - 웃음실격》 ... 신 국장 역
- 2016년 JTBC 금토드라마 《솔로몬의 위증》 ... 교감 김수철 역
- 2017년 tvN 금토드라마 《쓸쓸하고 찬란하神 - 도깨비》 ... CP 역
- 2017년 KBS2 주말연속극 《월계수 양복점 신사들》
- 2017년 MBC 월화드라마 《역적 : 백성을 훔친 도적》 ... 류자광 역
- 2017년 OCN 주말드라마 《터널》 ... 장영철 역
- 2017년 SBS 주말드라마 《언니는 살아있다》 ... 진말복 역
- 2017년 tvN 월화드라마 《이번 생은 처음이라》 ... 투자사 대표역
- 2017년 SBS 드라마스페셜 《당신이 잠든 사이에》 ... 문태민 교수 역
- 2017년 MBC 월화드라마 《투깝스》 ... 노영만 국장 역
- 2017년 tvN 단막극 《드라마 스테이지 - B주임과 러브레터》 ... 사장 역
- 2017년 OCN 주말드라마 《나쁜 녀석들 : 악의 도시》 ... 차석기 차장검사 역
- 2018년 JTBC 금토드라마 《스케치》 ... 윤성수 역
- 2018년 tvN 월화드라마 《멈추고 싶은 순간 : 어바웃 타임》 ... 최태평 역
- 2018년 KBS2 월화드라마 《러블리 호러블리》 ... 조 국장 역
- 2018년 MBC 월화드라마 《나쁜 형사》 ... 최정우 역
- 2019년 MBC 수목드라마 《신입사관 구해령》 ... 이조정랑 역
- 2020년 MBC 월화드라마 《365 : 운명을 거스르는 1년》 ... 허장일 역
- 2020년 KBS2 단막극 《KBS 드라마 스페셜 - 나의 가해자에게》 ... 교감 역
- 2021년 OCN 주말드라마 《키마이라》 ... 양 박사 역
- 2024년 Disney+ 드라마 《삼식이 삼촌》 … 최한림 역
- 2024년 MBC 금토드라마 《우리, 집》 … 강 원장 역
- 2024년 tvN 월화드라마 《가석방심사관 이한신》 ... 배한성 역
- 2025년 ENA 월화드라마 《금쪽같은 내 스타》 ... 봉석봉 역

### 영화
- 1994년 《우연한 여행》 ... 도둑1 역
- 1995년 《네온 속으로 노을지다》
- 1995년 《닥터 봉》 ... 태호 역
- 1996년 《꽃잎》 ... 꽃파는 장군 역
- 1996년 《고스트 맘마》 ... 콧털 역
- 1998년 《투캅스 3》 ... 흑장갑 역
- 1999년 《세기말》 ... 서 실장 역
- 2000년 《싸이렌》 ... 장대영 역
- 2001년 《하루》 ... 정기 역
- 2001년 《베사메무쵸》 ... 친구 1 역
- 2002년 《재밌는 영화》 ... 성형외과 의사 역
- 2003년 《살인의 추억》 ... 조병순 역
- 2004년 《그녀를 믿지 마세요》 ... 셋째 고모부 역
- 2005년 《이대로, 죽을 순 없다》 ... 제이슨 박 역
- 2007년 《천년학》 ... 관매도술집 주인 역
- 2008년 《아버지와 마리와 나》 ... 만철 역
- 2008년 《짐》 ... 반묵 역
- 2010년 《제가 할께요》
- 2013년 《집으로 가는 길》 ... 방영사 역
- 2015년 《내부자들》 ... 문일석 역
- 2016년 《글로리데이》 ... 수술실 의사 역
- 2017년 《더 킹》 ... 홍성찬 역
- 2017년 《택시운전사》 ... 광주신문사 부장 역
- 2017년 《메소드》  ... 원호 역
- 2018년 《국가부도의 날》 ... 비서실장 역
- 2018년 《시계》 ... 의사 역
- 2019년 《악인전》 ... 안 사장 역

### 연극
- 1995년 《플레이랜드》
- 1996년 《날 보러 와요》
- 1997년 《새들도 세상을 뜨는구나》
- 2007년 《오픈커플》
- 2008년 《김명곤의 밀키웨이》
- 2010년 《아트》
- 2012년 《사이코패스 - 푸른수염 이야기》
- 2013년 《순이삼촌》
- 2013년 《이단자들》
- 2014년 《2014 서울연극제 - 거울속의 은하수》
- 2014년 《숲귀신》
- 2014년 《마술가게》
- 2014년 《억울한 여자》
- 2015년 《슬픈 인연》
- 2016년 《날 보러 와요》

### 기타

#### 연기 지도
영화
- 2000년 《미인》

## 수상
- 1996년 제20회 서울연극제 연기상,인기상
- 1996년 상반기 평론가 선정 최우수 연기자상
- 1997년 제30회 동아연극상 연기상